# Chalchiuhtotolin

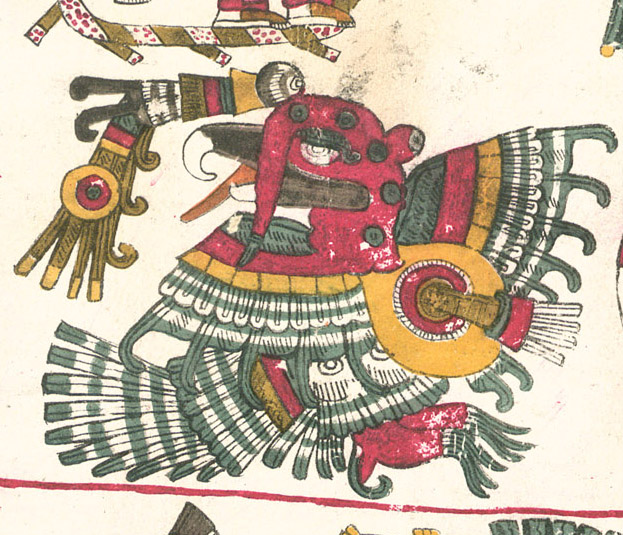
Chalchiutotolin Códice Borgia.

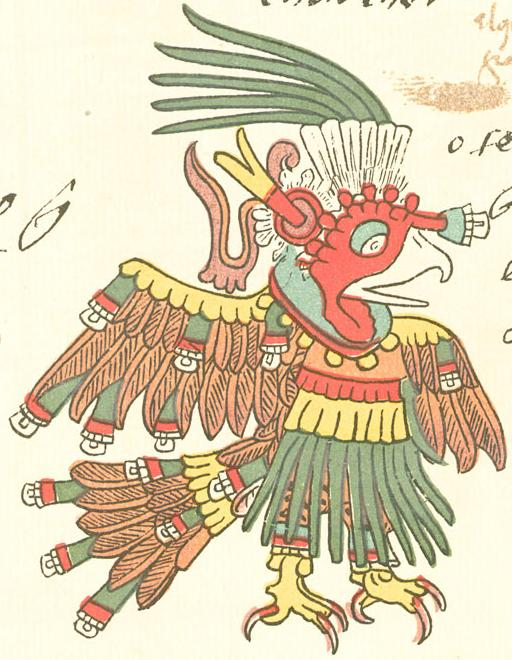
Chalchiuhtotolin, del códice Telleriano-Remensis.

Chalchiutotolin (del náhuatl: chalchiuhtotolin ‘guajolote de jade’‘en náhuatl chalchihuitl, jade; totolin, guajolote’) en la mitología mexica es el dios de las enfermedades y de las plagas. Los antiguos mexicas consideraban al pavo como alimento ceremonial por excelencia. Sacrificar el guajolote al dios Chalchiuhtotolin lo convertía en alimento divino; era alimento que nutría no sólo el cuerpo, también el espíritu y el alma. Se le reconocía además por su carácter real y noble que lo colocaba como el ave señorial del patio de los palacios.
Los españoles durante la Conquista no lo llamaban guajolote sino gallina. Lo asemejaban con el pavón, ave grande, de la familia de las gallináceas:

"Las gallinas de estas tierras y los gallos se llaman totolin. Son aves domésticas conocidas, tienen una cola redonda y plumas en las alas, aunque no vuelan; son la mejor de las carnes de todas las aves; comen maíz mojado cuando pequeñas, y también bledos cocidos y molidos y otras yerbas; ponen huevos y sacan pollos. Son de diversos colores, unos blancos, otros rojos, otros negros y otros pardos; los machos se llaman huéxolotl y tienen gran papada y gran pechuga, tienen grandes pescuesos y unos corales coloridos; la cabeza la tienen azul, en especial cuando se enojan, son cejuntos (cejijuntos); tienen un pico de carne que les cuelga sobre el pico… la gallina hembra es menor que el gallo, es bajuela, tiene corales en la cabeza y en la garganta. Es muy sabrosa su carne; es corpulenta, y sus pollos mételos debajo de sus alas, y da a sus hijuelos de comer buscándoles gusanillos y otras cosas...